# Кошна (комуна)
Кошна (рум. Coșna) — комуна у повіті Сучава в Румунії. До складу комуни входять такі села (дані про населення за 2002 рік):
- Валя-Банкулуй (166 осіб)
- Кошна (532 особи)
- Поду-Кошней (429 осіб)
- Роминешть (81 особа)
- Тешна (395 осіб)

Комуна розташована на відстані 333 км на північ від Бухареста, 86 км на захід від Сучави, 136 км на північний схід від Клуж-Напоки.

## Населення
У 2009 року у комуні проживали 1496 осіб.